# Parti du Kampuchéa démocratique

Drapeau du Parti du Kampuchéa démocratique.

Le Parti du Kampuchéa démocratique (គណបក្សកម្ពុជាប្រជាធិបតេយ្យ (Pheakki Kampuchea Pracheathippatatei)) était un parti politique cambodgien, créé en décembre 1981 par les Khmers rouges pour succéder au Parti communiste du Kampuchéa comme vitrine politique du mouvement. Au milieu des années 1980, il déclare officiellement que son idéologie était « une nouvelle forme de socialisme démocratique », en renonçant ostensiblement au marxisme-léninisme.

## Historique
Le Parti du Kampuchéa démocratique est fondé au début 1982, peu après la dissolution, le 6 décembre 1981, du Parti communiste du Kampuchéa (PCK). Ce nouveau parti, qui se présente non plus comme communiste, mais comme un parti « socialiste démocratique », est destiné à présenter une image plus rassembleuse des Khmers rouges et à garantir l'unité nationale des Cambodgiens face aux forces d'occupation du Viêt Nam. Pol Pot demeure secrétaire général du nouveau parti, qui gère les activités du Front de la grande union nationale démocratique patriotique du Kampuchéa (FGUNDPK), présidé par Khieu Samphân. La direction du nouveau parti demeure, dans l'ensemble, identique à celle du PCK. 
Au moment du processus de paix de 1992-1993, le Parti du Kampuchéa démocratique est remplacé, lors des élections législatives, par un nouveau parti, le Parti de l'unité nationale cambodgienne, dirigé par Khieu Samphân qui annonce d'abord son intention de participer au scrutin, puis boycotte les élections. L'Autorité provisoire des Nations unies au Cambodge renonce finalement à organiser le scrutin dans les régions sous contrôle du Parti du Kampuchéa démocratique.
Le Parti du Kampuchéa démocratique est interdit en 1994 par le gouvernement de Hun Sen, mais continue ensuite ses activités sous le couvert du Parti de l'unité nationale cambodgienne (en), et du gouvernement provisoire en exil des Khmers rouges.